# Хаміс Мча
Хаміс Мча Хаміс (англ. Khamis Mcha Khamis; нар. 1 жовтня 1989, Занзібар, Танзанія) — танзанійський та занзібарський футболіст, лівий півзахисник клубу «Руву Шутінг».

## Клубна кар'єра
Народився в місті Занзібар на однойменному острові, де й розпочав футбольну кар'єру. Виступав за клуби «М'ємбені» та «Занзібар Оушин Вайв». 1 липня 2011 року підписав контракт з материковим танзанійським клубом «Азам», в якому відіграв 7 наступних років своєї кар'єри. По завершенні терміну дії контракту перейшов у «Руву Шутінг».

## Кар'єра в збірній
З 2010 року виступає за національну збірну Танзанії з футболу, а з 2012 року — за збірну Занзібару.

### Голи за збірну Танзанії
| Гол | Дата           | Місце                                             | Суперник | Рахунок | Результат | Змагання     |
| --- | -------------- | ------------------------------------------------- | -------- | ------- | --------- | ------------ |
| 1.  | 5 березня 2014 | Сем Нуджома, Віндгук, Намібія                     | Намібія  | 1–0     | 1–1       | Товариський  |
| 2.  | 1 липня 2014   | Національний стадіон Ботсвани, Габороне, Ботсвана | Ботсвана | 1–0     | 2–4       | Товариський  |
| 3.  | 20 липня 2014  | Національний стадіон, Дар-ес-Салам, Танзанія      | Мозамбік | 1–1     | 2–2       | кв. КАН 2015 |
| 4.  | 20 липня 2014  | Національний стадіон, Дар-ес-Салам, Танзанія      | Мозамбік | 2–1     | 2–2       | кв. КАН 2015 |

### Голи за збірну Занзібару
| Гол | Дата              | Місце                                        | Суперник | Рахунок | Результат | Змагання          |
| --- | ----------------- | -------------------------------------------- | -------- | ------- | --------- | ----------------- |
| 1.  | 8 грудня 2010     | Національний стадіон, Дар-ес-Салам, Танзанія | Уганда   | 1–1     | 2–2       | Кубок КЕСАФА 2010 |
| 2.  | 29 листопада 2012 | Мандела Нешинл Стедіум, Кампала, Уганда      | Руанда   | 1–0     | 2–1       | Кубок КЕСАФА 2012 |
| 3.  | 29 листопада 2012 | Мандела Нешинл Стедіум, Кампала, Уганда      | Руанда   | 2–0     | 2–1       | Кубок КЕСАФА 2012 |
| 4.  | 6 грудня 2012     | Мандела Нешинл Стедіум, Кампала, Уганда      | Кенія    | 1–0     | 2–2       | Кубок КЕСАФА 2012 |
| 5.  | 27 листопада 2015 | Авасса Кенема Стедіум, Аваса, Ефіопія        | Кенія    | 2–0     | 3–1       | Кубок КЕСАФА 2012 |